# (260906) Robichon
Pour les articles homonymes, voir Robichon.
(260906) Robichon est un astéroïde de la ceinture principale d'astéroïdes.

## Description
(260906) Robichon est un astéroïde de la ceinture principale d'astéroïdes. Il est découvert par le suisse Michel Ory le 1er septembre 2005 à l'observatoire de Vicques, dans le canton du Jura. Il présente une orbite caractérisée par un demi-grand axe de 2,77 UA, une excentricité de 0,22 et une inclinaison de 7,48° par rapport à l'écliptique.
Il est nommé en l'honneur de Noël Robichon, né en 1967, astronome français qui travaille à l'observatoire de Paris.

## Compléments